# Шуменский
Микрорайон Шуменский (укр. Мікрорайон Шуменський) — микрорайон на западе города Херсона Херсонской области Украины в пределах Корабельного района.
Назван в честь дружбы Херсона с Шуменским округом Болгарии. Первоначально район застраивался 5-этажными зданиями, затем появились 9-, 12-, 14-, -15 и 16-этажные дома с улучшенной планировкой квартир. В 1981 г. в строй вошла областная юношеская библиотека им. Б. А. Лавренёва.
Существуют места, предназначенные для отдыха жителей района — Шуменский парк (до 2016 года - парк им. Г. М. Димитрова) и проспект Строителей.

## Культура
Микрорайон насчитывает:
1. 19 детских садов (в том числе два специализированых на детях с трудным развитием);
2. Областной лицей[укр.];
3. 5 школ;
4. 1 гимназия;
5. Областная юношеская библиотека им. Б.А. Лавренёва,

## Основные улицы
- ул. Ивана Богуна (до 2016 года ул. Ильича)
- ул. Нефтяников
- ул. Полтавская
- просп. Строителей
- просп. святых Кирилла и Мефодия (до 2016 года просп. Димитрова)
- ул. Людвика Заменгофа (до 2016 года ул. Благоева)
- ул. Вазова
- ул. Кулиша
- ул. Лавренёва
- ул. Рабочая

## Транспорт
Связь микрорайона с другими районами города обеспечивают маршрутные автобусы под номером 2, 3, 4, 5, 12, 17, 29, 48, а также троллейбус под номером 9.